# Cộng hưởng
Cộng hưởng là hiện tượng xảy ra trong dao động cưỡng bức hay một vật dao động được kích thích bởi một ngoại lực tuần hoàn có cùng tần số với dao động riêng của nó làm cho biên độ dao động cưỡng bức tăng một cách đột ngột. 
Cộng hưởng có thể xảy ra trong rất nhiều loại dao động như dao động điện từ, dao động cơ học. Khi có sự cộng hưởng thì biên độ dao động đạt giá trị cực đại.

## Ví dụ
- Giữa thế kỉ XIX, khi một đoàn quân đi đều bước qua một chiếc cầu treo làm chiếc cầu rung lên dữ dội và đứt xuống, gây tai nạn chết người. Đó là vì tần số bước đi của đoàn quân tình cờ trùng với tần số dao động riêng của chiếc cầu và gây ra cộng hưởng.

## Ứng dụng của hiện tượng cộng hưởng
- Máy thu sóng điện từ như radio, tivi sử dụng hiện tượng cộng hưởng để chọn thu và khuếch đại các sóng điện từ có tần số thích hợp.
- Mạch khuếch đại trung cao tần sử dụng cộng hưởng khuếch đại các âm thích hợp.
- Máy chụp cộng hưởng từ sử dụng trong y học để chụp ảnh các cơ quan nội tạng bên trong con người.
- Dẫn điện không cần dây dẫn sử dụng hiện tượng cộng hưởng giữa hai cuộn dây để truyền tải năng lượng điện.
- Trong thiết kế các máy móc, công trình xây dựng người ta cũng cần tránh hiện tượng cộng hưởng gây dao động có hại cho máy móc.